# Lepidagathis
Lepidagathis es un género de plantas con flores perteneciente a la familia Acanthaceae. El género tiene 208 especies herbáceas descritas y de estas, solo 30 aceptadas. Se distribuyen principalmente en las regiones tropicales y subtropicales de África y Asia.

## Descripción
Son plantas postradas para erectas, sobre todo hierbas pubescentes o subarbustos con tallos engrosados en los nodos, con rizoma leñoso presente o ausente. Hojas caulinares, sésiles o pecioladas, reducidas en ambos extremos, toda o crenada-serrada. Flores pequeñas, sésiles a subsésil, en inflorescencias terminales o axilares, densas. Cápsula elipsoide u oblonga. Las semillas aplanadas, ovadas-oblongas o ± orbicular, peludas.

## Taxonomía
El género fue descrito por  Carl Ludwig Willdenow y publicado en Species Plantarum. Editio quarta 3(1): 400. 1800. La especie tipo es: Lepidagathis cristata Willd.

## Especies seleccionadas
- Lepidagathis acicularis Turrill
- Lepidagathis alopecuroides R.Br. ex Griseb.
- Lepidagathis amaranthoides Elmer
- Lepidagathis ampliata C.B.Clarke
- Lepidagathis andersoniana Lindau
- Lepidagathis attenuata Zipp. ex Span.
- Lista completa de especies